# Харьковский национальный университет Воздушных Сил имени Ивана Кожедуба
Харьковский национальный университет Воздушных Сил имени  Ивана Кожедуба (ХНУВС) (укр. Харківський національний університет Повітряних Сил імені Івана Кожедуба) — крупнейшее высшее военное учебное заведение, занимающееся подготовкой кадров для Воздушных cил Вооружённых cил Украины. Основан в 1930 году, реорганизован в 2003.

## История университета

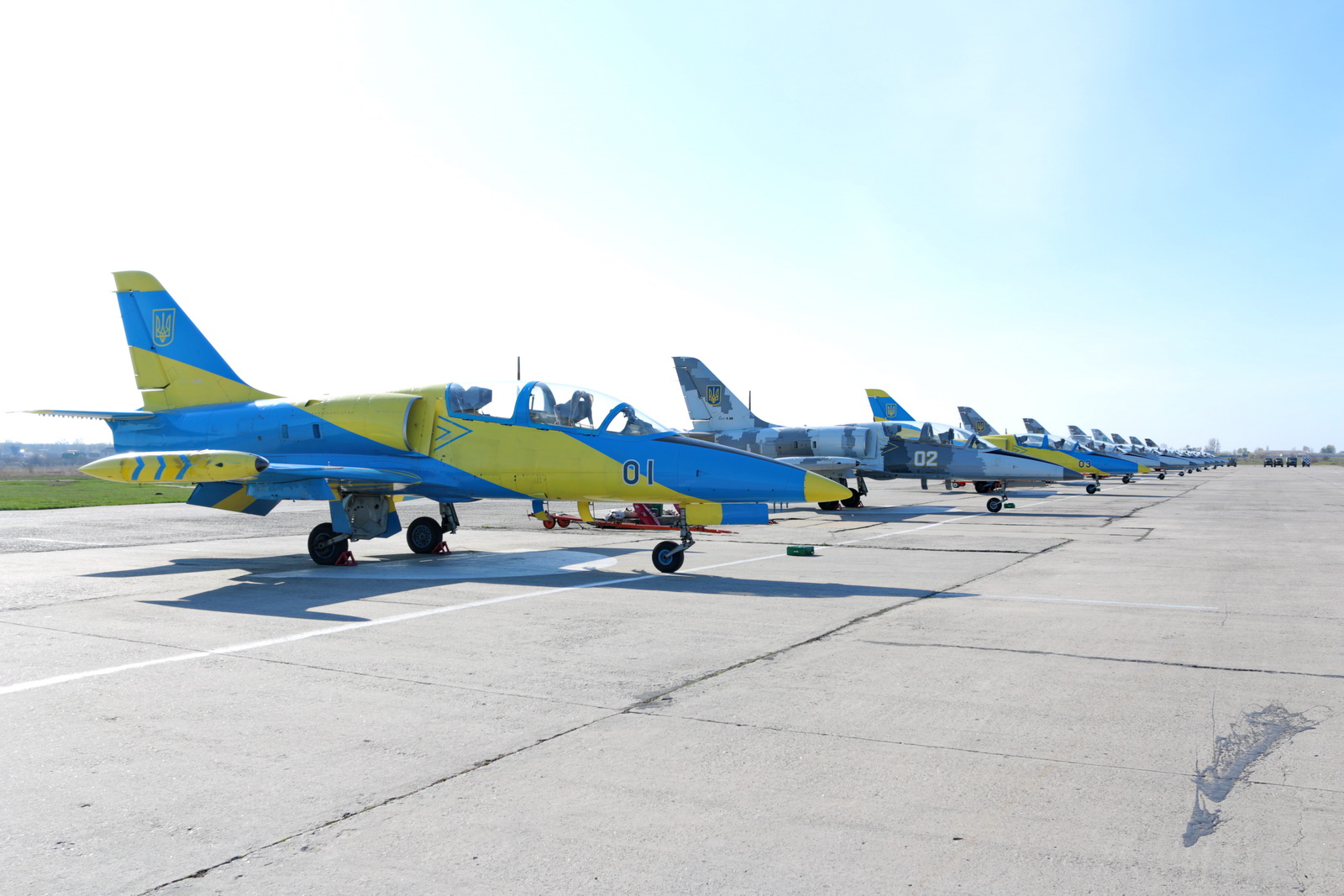
Aero L-39 Albatros на которых курсанты проходят летную практику

Зарождение этой школы лётной подготовки уходит корнями в 1930 год, когда по решению Советского правительства 12 ноября 1930 года в районе ж.д. станции Рогань была создана 3-я объединённая военная школа лётчиков и лётчиков-наблюдателей. К 1938 году школа состояла из 2-х бригад по 3 авиационных эскадрильи в каждой и в связи с возросшими потребностями в лётных кадрах в мае 1938 года школа была реорганизована. На базе 1-й бригады было создано Харьковское военное авиационное училище штурманов, а на базе второй – Чугуевская военная авиационная школа лётчиков (ЧВАУЛ) со сроком обучения 3 года на самолётах Р-5, И-5, И-15, И-16.
Основание современного университета связано с реформированием Вооружённых Сил Украины и высшего военного образования. Харьковский национальный университет Воздушных Сил создан на базе Харьковского военного университета и Харьковского института Военно-Воздушных Сил согласно Постановлению Кабинета Министров Украины от 10.09.2003 № 1430. Университет стал продолжателем дела подготовки кадров для авиации 2 военных академий и 9 высших военных училищ:
- Харьковское высшее военное авиационное училище лётчиков им. дважды Героя Советского Союза С. И. Грицевца (1930—1993 гг.);
- Харьковское высшее военное авиационное училище радиоэлектроники им. Ленинского комсомола Украины (1937—1993 гг.);
- Военная инженерная радиотехническая академия ПВО им. Маршала Советского Союза Л. А. Говорова (1941—1993 гг.);
- Харьковское высшее военное командно-инженерное училище им. Маршала Советского Союза Н. И. Крылова (1941—1993 гг.);
- Харьковское высшее военное авиационное инженерное училище (1941—1993 гг.);
- Полтавское высшее зенитное ракетное командное училище им. генерала армии Н. Ф. Ватутина (1941—1995 гг.);
- Черниговское высшее военное авиационное училище лётчиков им. Ленинского комсомола (1941—1995 гг.);
- Военная академия ПВО Сухопутных войск им. Маршала Советского Союза Василевского А.М. (1974—1994 гг.);
- Киевское высшее военное зенитное ракетное инженерное училище им. С. М. Кирова (1937—1994 гг.);
- Луганское высшее военное авиационное училище штурманов им. Пролетариата Донбасса (1966—1994 гг.);
- Киевский институт Военно-Воздушных Сил (1951—2000 гг.).

Университет расположен в двух городках (ул. Сумская, 77/79 и ул. Клочковская, 228). Общая площадь учебно-лабораторных помещений составляет более 100 тысяч квадратных метров.

## Факультеты университета
- Лётный факультет
- Инженерно-авиационный факультет

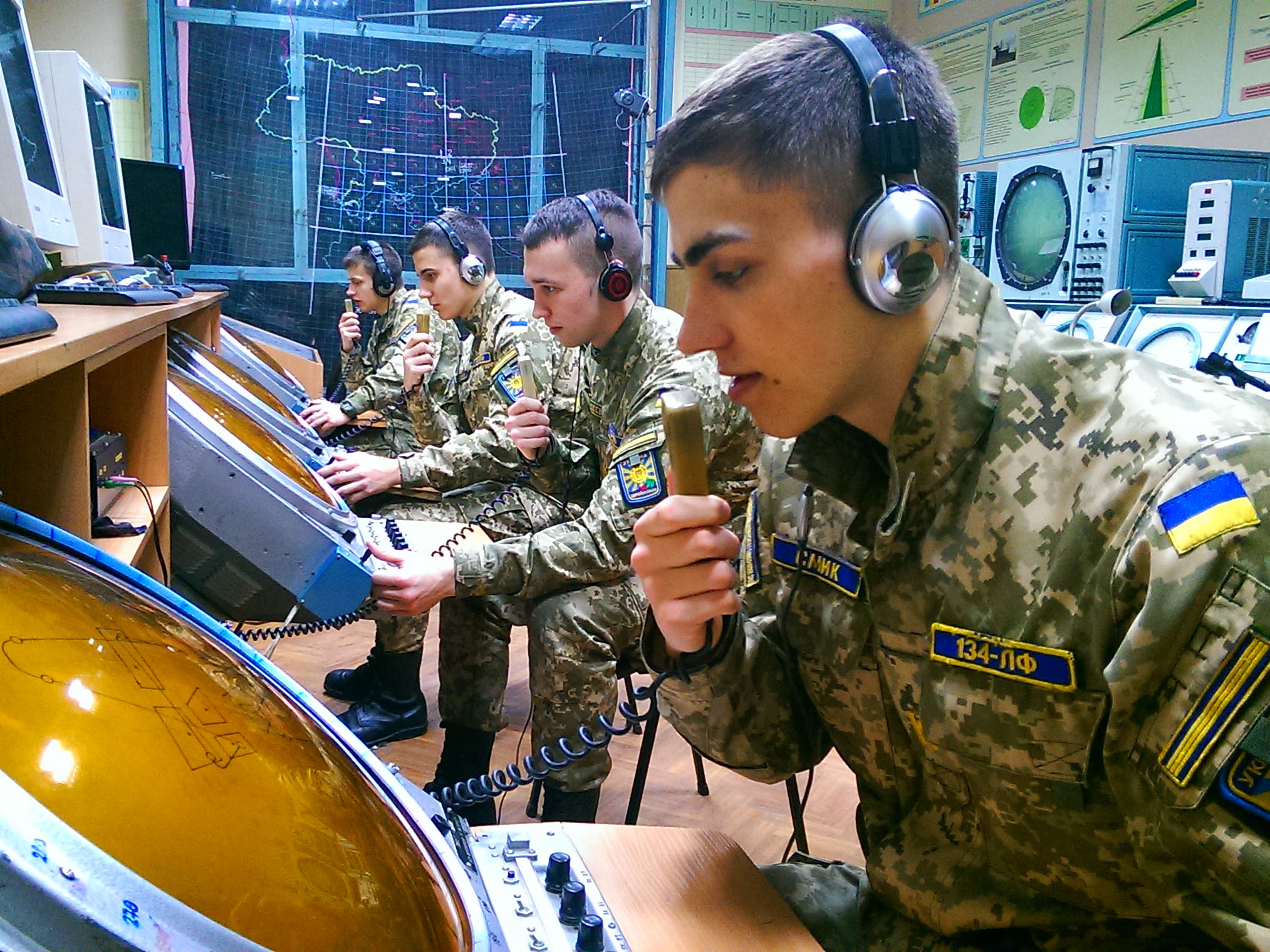
Курсанты во время практических занятий

- Факультет противовоздушной обороны сухопутных войск
- Факультет зенитных ракетных войск
- Факультет автоматизированных систем управления и наземного обеспечения полётов авиации
- Факультет радиотехнических войск ПВО
- Факультет информационных и технических систем
- Факультет последипломного образования
- Колледж сержантского состава
- Факультет подготовки офицеров запаса по контракту